# 페르-아셀 아로센니우스
페르-아셀 아로센니우스(Per-Axel Arosenius, 1920년 11월 7일 ~ ][1981년]] 3월 21일)는 스웨덴의 배우이다.
스웨덴에서 사망하였다. 사인은 분신자살이다.

## 영화
- 테러 오브 프랑켄슈타인 (1977년)
- 사자왕 형제의 모험 (1977년)
- 릴리즈 더 프리즈너스 투 스프링 (1975년)
- 애꾸라 불린 여자 (1974년) - 프리가의 아버지 역
- 토파즈 (1969년)